# Daniel Solander
Daniel Carlsson Solander (Piteå, 19 februari 1733 - Londen, 8 mei 1782) was een Zweedse botanicus. Hij studeerde aan de universiteit van Uppsala ('Uppsala universitet'), onder meer bij Carl Linnaeus.
In 1760 reisde Solander op verzoek van Peter Collinson en John Ellis naar Londen om daar Linnaeus' Systema Naturae te promoten. Hij werd lid van de Royal Society en catalogiseerde planten in het British Museum.
Solander raakte ook bevriend met Joseph Banks, en beiden namen als wetenschappers deel aan de eerste reis van James Cook. Ze zouden aanvankelijk ook met de tweede reis meegaan, maar kwamen in conflict met de marine, en maakten daarom in plaats daarvan in 1772 een tocht naar de Hebriden, de Orkneyeilanden en IJsland.
Solander bleef de rest van zijn leven in Engeland werken, aan het British Museum, ondanks aantrekkelijke aanbiedingen van de universiteiten van Sint-Petersburg en Uppsala.